# Ландкварт (регіон)
Ландкварт (нім. Region Landquart) — регіон у Швейцарії в кантоні Граубюнден.
Адміністративний центр — Ландкварт.

## Громади
У таблиці наведено список громад округу станом на 2022 рік, населення та площа станом на 2019 рік.

| Українська назва | Оригінальна назва | Код BFS | Населення | Площа |
| ---------------- | ----------------- | ------- | --------- | ----- |
| Єнінс            | Jenins            | 3952    | 895       | 10,5  |
| Ландкварт        | Landquart         | 3955    | 8926      | 18,9  |
| Маєнфельд        | Maienfeld         | 3953    | 3006      | 32,3  |
| Маланс           | Malans            | 3954    | 2419      | 11,4  |
| Трімміс          | Trimmis           | 3945    | 3310      | 42,9  |
| Унтервац         | Untervaz          | 3946    | 2521      | 27,7  |
| Флеш             | Fläsch            | 3951    | 835       | 19,9  |
| Ціцерс           | Zizers            | 3947    | 3490      | 11,0  |